# بتلزدن
بتلزدن (به انگلیسی: Battlesden) یک روستا و محله مدنی در بریتانیا است که در سنترال بدفوردشر واقع شده‌است.